# Cantón de Laval-Noreste
El cantón de Laval-Noreste era una división administrativa francesa, que estaba situada en el departamento de Mayenne y la región de Países del Loira.

## Composición
El cantón estaba formado por tres comunas, más una fracción de la comuna que le daba su nombre:
- Changé
- Laval (fracción)
- Saint-Germain-le-Fouilloux
- Saint-Jean-sur-Mayenne

## Supresión del cantón de Laval-Noreste
En aplicación del Decreto n.º 2014-209 de 21 de febrero de 2014, el cantón de Laval-Noreste fue suprimido el 22 de marzo de 2015 y sus 4 comunas pasaron a formar parte; tres del nuevo cantón de Saint-Berthevin y la fracción de comuna que le daba su nombre pasó a formar parte de los nuevos cantones de Laval-2 y Laval-3.